# Novi Bošnjani
Novi Bošnjani je naselje na području grada Križevaca u Koprivničko-križevačkoj županiji, 10 km sjeverno-istočno od planine Kalnik. 

## Naziv
Toponim: Gradina. Naselje se spominje već u prvom popisu župa 1334. te 1501. godine imenom Gradina, čije ime je vjerojatno dobilo po potoku Gragena. Ovaj potok zasigurno je isto što i potok Grayena spomenut 1209. godine ili hidronim Grageria (vjerojatno iskrivljen) spomenut 1343. vezano uz isti posjed. Kao Gragena prvi put se spominje u dokumentima 1292. godine kada posjed templarski meštar zalaže Petru Nijemcu. Osim potoka i templarskog imanja, Gragena se nazivao i mali plemički posjed. Današnje ime Novi Bošnjani vjerojatno nosi prema imenu jednog od vlasnika posjeda Stjepanu Bošnjaku ili Pavlu Bojnikoviću koji ga je ranije držao. Može se zaključiti da se potok koji teče kroz Bošnjane i utječe u Glogovnicu, u srednjem vijeku zvao Gragena te je na njegovom gornjem toku bio plemićki posjed, a na donjem posjed vranskog priorata. Gragena je neobičan toponim i vjerojatno je samo pisarsko iskrivljenje stvarnog mjesnog imena za koje ne znamo kako je glasilo. Možda je u osnovi imenica grad pa je pravo ime Gradina (veza s današnjim toponimom u Bošnjanima) o čemu postoje pretpostavke. Čini se ipak da je pitanje složenije.

## Povijest
Naselje na posjedu Gragena čije su međe opisane 1292. kada su Templari ovu zemlju dali u zakup. Međa prema tadašnjem opisu počinje od gornjeg toka potoka Gragena i ispod velikog vinograda u vlasništvu Templara te ide nekom stazom do brda zvanog Berch. Zatim međa ide na jug i istom stazom dolazi do templarske zemlje zvane Zelnicha. Dalje se međa, idući istom stazom, odvaja od imanja Zelnicha i međaši s drugom zemljom templara, a zatim se odvaja od zemlje spomenutog Butka i dolazi do ceste. Međa ide tom cestom do velike ceste koja vodi u Križevce, a zatim, prateći istu cestu, skreće na istok i dolazi do već spomenutog potoka Gragena gdje međaši sa zemljama jobagiona križevačkog grada. Prateći isti potok uzvodno prema sjeveru i dalje međašeći s jobagionima, međa dolazi do drveta gdje međaši s nekim Petrom. Otuda međa ide do gornjeg toka potoka Gragena gdje je i započet obilazak. Templarski posjed Selnica, sjeverni međaš ovdje opisane Gragene, možda ima veze s potokom Zelna, iz prvog opisa međa iz 1209. godine, koji utječe u Glogovnicu. Ovaj posjed možemo prepoznati u pridjevku Tome de Gragena Zenthmiclos koji je 1444. godine, 31 župan kalničkih plemenitaša. U popisima poreza 1495. – 1520. godine Gragena (zapisana i kao Gragenya i Gragyend) je imanje s petnaestak poreznih dimova u vlasništvu obitelji Banfy, a navodi se između Glogovnice i Powsahegh-a. U građanskom ratu kralj Ferdinand oduzima Banfyjima, uz ostale posjede, i Gragyennazenthmiklos te ih daruje Ludoviku Pekryju, što 1529. godine i potvrđuje. Gragena je tada iskazana kao dio posjeda Sveti Martin, odnosno Powsahegh. Nakon rata kralj vraća Banfyjima posjede, a potvrdu za Gragenu (zapisana kao Graykna)daje im 1541. godine. Dio Gragene su držali i drugi plemići što saznajemo iz isprave kojom kralj 1535. godine daruje dio imanja Gragyazenthmiklos Stjepanu Bošnjaku, a prije ga je držao Pavao Bojniković iz Bojnikovca.

## Stanovništvo
Prema popisu stanovništva iz 2011. godine, naselje je imalo 81 stanovnika.
| broj stanovnika | 167   |       |       | 166   | 191   | 212   | 227   | 229   | 265   | 273   | 266   | 220   | 162   | 116   | 102   | 81    | 62    |
|                 | 1857. | 1869. | 1880. | 1890. | 1900. | 1910. | 1921. | 1931. | 1948. | 1953. | 1961. | 1971. | 1981. | 1991. | 2001. | 2011. | 2021. |

## Znamenitosti
Kapela Sv. Nikole
 
Sagrađena je u prvoj polovici 20. stoljeća. U ovoj kapeli nalazi se retabl iz 1670. godine s kipom Sv. Barbare i nepoznate svetice te središnjom slikom Sv. Nikole s kraja 17. stoljeća. Raspelo iz 17. stoljeća, vrijedan je zlatarski rad. Stara kapela srušena je oko 1935. godine. Crkva Sv. Nikole ovdje se spominje već u prvom popisu župa 1334. te 1501. godine. U 18. stoljeću pripadala je glogovničkoj župi. Ubikacija posjeda i Župe Gragena - Dezso Csanky Gragenu smješta dosta široko u okolicu Glogovnice i sela Osijeka, dok se Župa Svetog Nikole stavlja na lokalitet Gradina u Bošnjanima u Župi Carevdar. O staroj crkvi postoje fotografije pa se po osobinama objekta može reći da je bio iz srednjeg vijeka, na što upućuju i podaci iz vizitatorova izvještaja 1704. godine kada se za ovu crkvu navodi da je prastara. 